# رحیم مهدی‌خانی
رحیم مهدی‌خانی (زاده ۱ مرداد ۱۳۳۷ در میانه) چهره‌پرداز و بازیگر اهل ایران است. وی فعالیت هنری خود را از سال ۱۳۵۲ با بازی در سریال غارتگران آغاز کرد.

## فیلم‌شناسی

### بازیگر
- شغال (فیلم) (۱۳۸۴)
- مجروح جنگی (۱۳۷۷)
- شاهرگ (۱۳۷۶)
- لیلی با من است (۱۳۷۴)
- مستأجر (۱۳۷۱)
- انفجار در اتاق عمل (۱۳۷۰)
- اتاق یک (۱۳۶۵)
- حماسه دره شیلر (۱۳۶۵)

### طراح چهره‌پردازی
- مسلخ (۱۳۹۵) (۱۳۹۵)
- لاله‌های واژگون (۱۳۹۴)
- آسمان آبی مادرم (۱۳۹۳)
- بازگشت (۱۳۹۲)
- آفتاب، مهتاب، زمین (۱۳۹۱)
- ۵۷۸ روز انتظار (۱۳۹۰)
- اشک و سکوت (۱۳۹۰)
- بزرگ‌مرد کوچک (۱۳۹۰)
- شیرین قناری بود (۱۳۹۰)
- سنجاقک‌های برکه سبز (۱۳۸۹)
- نامزد آمریکایی من (۱۳۸۷)
- منفی هجده (۱۳۸۶)
- روز باران (۱۳۸۵)
- شغال (۱۳۸۴)
- سرود تولد (۱۳۸۳)
- آدمک‌ها (۱۳۸۰)
- مجروح جنگی (۱۳۷۷)
- شاهرگ (۱۳۷۶)
- غریبانه (۱۳۷۶)
- اسکادران عشق (۱۳۷۵)
- لیلی با من است (۱۳۷۴)
- عبور (۱۳۶۷)

### چهره‌پرداز
- پرواز بادبادک‌ها (۱۳۹۰)
- پایان کودکی (کودک قهرمان) (۱۳۷۲)
- صلیب طلایی (۱۳۷۱)
- انفجار در اتاق عمل (۱۳۷۰)
- تا مرز دیدار (۱۳۶۸)
- صخره همیشه سبز (۱۳۶۷)
- اتاق یک (۱۳۶۵)